# Tournoi d'Amérique du Nord, centrale et Caraïbe de football des moins de 17 ans 2007
 (septembre 2018).
Si vous disposez d'ouvrages ou d'articles de référence ou si vous connaissez des sites web de qualité traitant du thème abordé ici, merci de compléter l'article en donnant les références utiles à sa vérifiabilité et en les liant à la section « Notes et références ».
Navigation
Costa Rica/Mexique 2005 Mexique 2009
Le Tournoi d'Amérique du Nord, centrale et Caraïbe de football des moins de 17 ans 2007 est la quatorzième édition du Championnat d'Amérique du Nord, centrale et Caraïbe de football des moins de 17 ans, qui se déroule au Honduras et en Jamaïque, du 4 avril au 6 mai 2007.

## Groupe A

### Classement
| Rang | Équipe   | Pts | J | G | N | P | Bp | Bc | Diff |
| ---- | -------- | --- | - | - | - | - | -- | -- | ---- |
| 1    | Haïti    | 5   | 3 | 1 | 2 | 0 | 4  | 1  | +3   |
| 2    | Honduras | 5   | 3 | 1 | 2 | 0 | 2  | 1  | +1   |
| 3    | Mexique  | 3   | 3 | 0 | 3 | 0 | 2  | 2  | 0    |
| 4    | Salvador | 1   | 3 | 0 | 1 | 2 | 2  | 6  | -4   |

### Matchs
| 4 avril 2007 14:00 | Salvador                                  | 2 – 2 | Mexique                                 | Tegucigalpa, Honduras                            |                                                  |
|                    | Andrés Flores 18e · William Maldonado 50e |       | Andrés Rodríguez 20e · Jesús Cuevas 81e | Spectateurs : 13 482 Arbitrage : Edgar Rodríguez | Spectateurs : 13 482 Arbitrage : Edgar Rodríguez |

| 4 avril 2007 16:00 | Honduras        | 1 – 1 | Haïti          | Tegucigalpa, Honduras                          |                                                |
|                    | Roger Rojas 18e |       | Jean Vobre 15e | Spectateurs : 13 482 Arbitrage : Dave Peterkin | Spectateurs : 13 482 Arbitrage : Dave Peterkin |

| 6 avril 2007 14:00 | Mexique | 0 – 0 | Haïti | Tegucigalpa, Honduras                         |
|                    |         |       |       | Spectateurs : 3 000 Arbitrage : Philip Jordan |

| 6 avril 2007 16:00 | Honduras         | 1 – 0 | Salvador | Tegucigalpa, Honduras                            |                                                  |
|                    | Julio Ocampo 60e |       |          | Spectateurs : 18 483 Arbitrage : Ricardo Salazar | Spectateurs : 18 483 Arbitrage : Ricardo Salazar |

| 8 avril 2007 14:00 | Haïti                                                 | 3 – 0 | Salvador | Tegucigalpa, Honduras                            |                                                  |
|                    | Nomil Valdo 39e · Herold Charles 42e · Jean Vobre 78e |       |          | Spectateurs : 27 080 Arbitrage : Egdar Rodríguez | Spectateurs : 27 080 Arbitrage : Egdar Rodríguez |

| 8 avril 2007 16:00 | Honduras | 0 – 0 | Mexique | Tegucigalpa, Honduras                         |
|                    |          |       |         | Spectateurs : 27 080 Arbitrage : Walter López |

## Groupe B

### Classement
| Rang | Équipe            | Pts | J | G | N | P | Bp | Bc | Diff |
| ---- | ----------------- | --- | - | - | - | - | -- | -- | ---- |
| 1    | États-Unis        | 9   | 4 | 3 | 0 | 1 | 9  | 5  | +4   |
| 2    | Costa Rica        | 7   | 4 | 2 | 1 | 1 | 4  | 2  | +2   |
| 3    | Trinité-et-Tobago | 6   | 4 | 2 | 0 | 2 | 3  | 6  | -3   |
| 4    | Canada            | 4   | 4 | 1 | 1 | 2 | 6  | 6  | 0    |
| 5    | Jamaïque          | 3   | 4 | 1 | 0 | 3 | 3  | 7  | -4   |

### Matchs
| 28 avril 2007 17:00 | Costa Rica                        | 2–0 | Trinité-et-Tobago | National Stadium Kingston, Jamaïque            |                                                |
|                     | Jorge Castro 70e Diego Brenes 76e |     |                   | Spectateurs : 4 000 Arbitrage : Roberto Garcia | Spectateurs : 4 000 Arbitrage : Roberto Garcia |

| 28 avril 2007 19:00 | Jamaïque | 0–3 | Canada                                                | National Stadium Kingston, Jamaïque            |                                                |
|                     |          |     | Daniel Tannous 6e Jarek Whiteman 42e William Hyde 84e | Spectateurs : 4 000 Arbitrage : Luis Rodriguez | Spectateurs : 4 000 Arbitrage : Luis Rodriguez |

| 30 avril 2007 17:00 | Canada | 0–0 | Costa Rica | National Stadium Kingston, Jamaïque      |
|                     |        |     |            | Spectateurs : ? Arbitrage : Ruben Angela |

| 30 avril 2007 19:00 | Trinité-et-Tobago | 0–3 | États-Unis                             | National Stadium Kingston, Jamaïque       |                                           |
|                     |                   |     | Alex Nimo 2e, 62e Ellis McLoughlin 38e | Spectateurs : ? Arbitrage : Elmer Bonillo | Spectateurs : ? Arbitrage : Elmer Bonillo |

| 2 mai 2007 17:00 | États-Unis                         | 2–1 | Canada             | National Stadium Kingston, Jamaïque        |                                            |
|                  | Billy Schuler 10e Mykell Bates 23e |     | Cederic Carrie 54e | Spectateurs : ? Arbitrage : Roberto Garcia | Spectateurs : ? Arbitrage : Roberto Garcia |

| 2 mai 2007 19:00 | Jamaïque | 0–1 | Costa Rica       | National Stadium Kingston, Jamaïque       |                                           |
|                  |          |     | Esteban Luna 66e | Spectateurs : ? Arbitrage : Jose Guererro | Spectateurs : ? Arbitrage : Jose Guererro |

| 4 mai 2007 17:00 | Canada                 | 1–2 | Trinité-et-Tobago               | National Stadium Kingston, Jamaïque |                               |
|                  | Randy Edwini-Bonsu 46e |     | Leston Paul 4e Stephen Knox 38e | Spectateurs : ? Arbitrage : ?       | Spectateurs : ? Arbitrage : ? |

| 4 mai 2007 19:00 | Jamaïque                                                | 3–2 | États-Unis                         | National Stadium Kingston, Jamaïque        |                                            |
|                  | Shamari Brown 78e Orgill Dever 82e John Ross Doyley 91e |     | Sheanon Williams 15e Alex Nimo 33e | Spectateurs : ? Arbitrage : Luis Rodriguez | Spectateurs : ? Arbitrage : Luis Rodriguez |

| 6 mai 2007 17:00 | États-Unis                             | 2–1 | Costa Rica      | National Stadium Kingston, Jamaïque           |                                               |
|                  | Gregory Garza 13e Ellis McLoughlin 20e |     | Marco Ureña 55e | Spectateurs : 1 000 Arbitrage : Elmer Bonillo | Spectateurs : 1 000 Arbitrage : Elmer Bonillo |

| 6 mai 2007 19:00 | Jamaïque | 0–1 | Trinité-et-Tobago | National Stadium Kingston, Jamaïque           |                                               |
|                  |          |     | Kevin Molino 13e  | Spectateurs : 1 000 Arbitrage : José Guerrero | Spectateurs : 1 000 Arbitrage : José Guerrero |

## Les qualifiés pour la Coupe du monde
Il s'agit des cinq pays qualifiés de la zone CONCACAF pour la Coupe du monde de football des moins de 17 ans 2007, en Corée du Sud : 
- Costa Rica
- États-Unis
- Honduras
- Haïti
- Trinité-et-Tobago